# Dawid Pietrzkiewicz (piłkarz)
Dawid Pietrzkiewicz (ur. 9 lutego 1988 w Sanoku) – polski piłkarz grający na pozycji bramkarza. Reprezentant Polski w kadrach U–17, U–18, U–19.

## Kariera

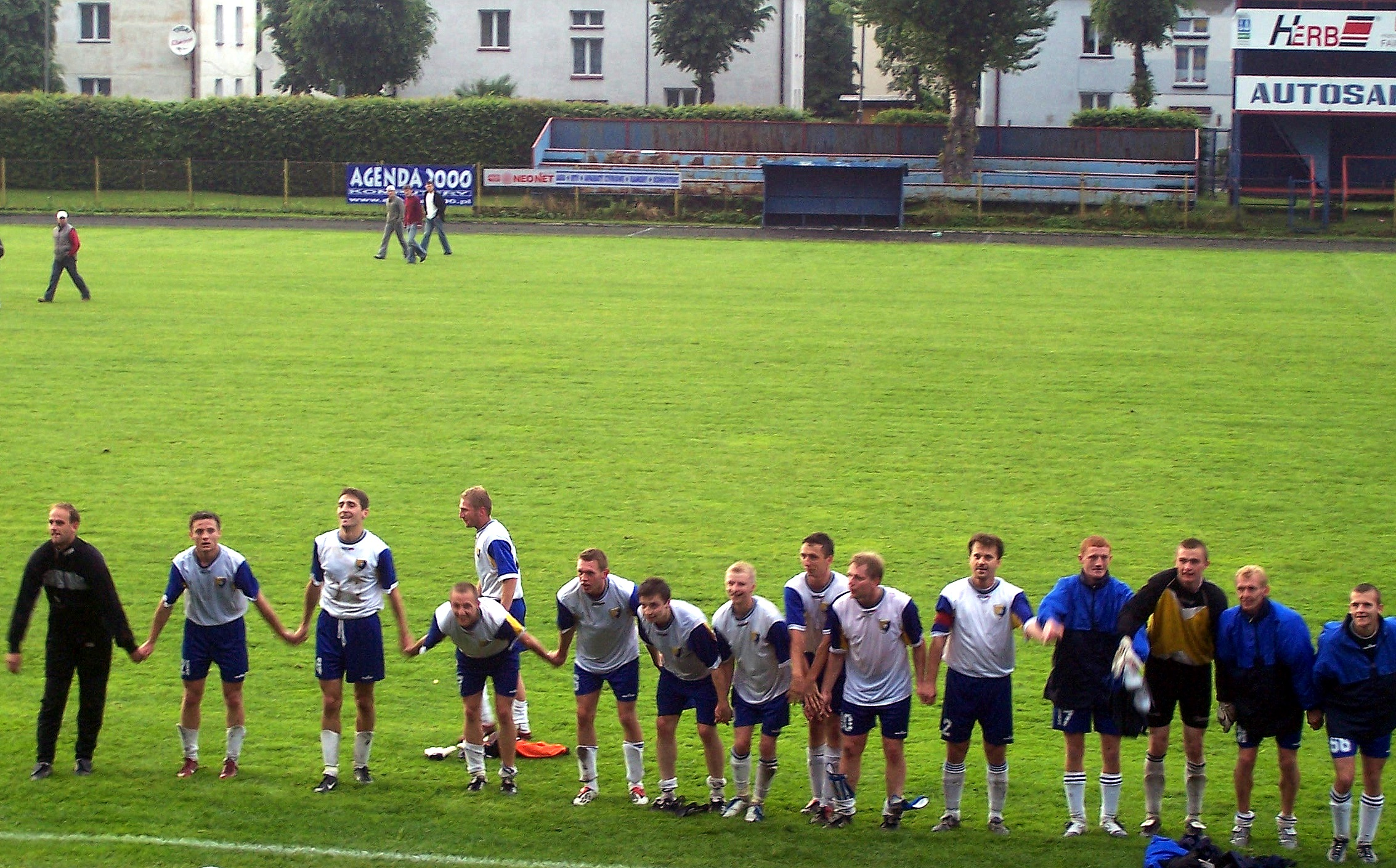
Dawid Pietrzkiewicz (trzeci od prawej) w barwach Stali Sanok 11 czerwca 2005

Karierę rozpoczynał w klubie LZS Alces Długie. W połowie 2004 trafił do Stali Sanok (inicjatorem jego sprowadzenia był – mimo zbieżności nazwisk niespokrewniony z nim – najlepszy strzelec w historii sanockiego klubu i także zawodnik LZS Długie, Jerzy Pietrzkiewicz). Wraz z drużyną występował na boiskach III i IV ligowych. Jesienią 2006 osiągnął ze Stalą sukces awansując w ramach rozgrywek Pucharu Polski do 1/8 finału edycji 2006/2007. Stal wyeliminowała wówczas KSZO II Ostrowiec Św., Polonię Bytom i sensacyjnie ówczesnego mistrza Polski Legię Warszawa, jednak ostatecznie doznała porażki z Arką Gdynia (padł wynik 0:1 po dogrywce, a Pietrzkiewicz nieszczęśliwie stracił gola na dwie minuty przed końcem doliczonego czasu gry).
Po trzech latach gry w Stali jego kontrakt wygasał po sezonie 2006/2007, w którym Stal została zdegradowana z III ligi. Udane występy zaowocowały zainteresowaniem ze strony klubów z wyższych lig. Ostatecznie po udanych testach i zgodzie klubu z Sanoka, w połowie 2007 dokonano transferu Pietrzkiewicza do Polonii Warszawa. Zawodnik podpisał kontrakt ze stołecznym klubem w lipcu 2007. W nowej drużynie został zmiennikiem pierwszego bramkarza Czarnych Koszul, Radosława Majdana. W klubie trenował pod okiem Jarosława Bako. W sumie rozegrał trzy mecze w najwyższych rozgrywkach (dwa w Pucharze Polski i jeden ligowy), a poza tym występował w zespole Młodej Ekstraklasy oraz w ramach Pucharu Ekstraklasy.
W trakcie sezonu 2008/2009 w styczniu 2009 powrócił do Stali Sanok. W tym sezonie sanocka drużyna ponownie udanie występowała w Pucharze Polski i osiągnęła największy sukces w historii klubu tym razem docierając do 1/4 finału Pucharu Polski edycji 2008/2009. W tej fazie Stal uległa w dwumeczu Legii Warszawa (1:3 i 1:1), a Pietrzkiewicz wraz z drużyną ponownie zaliczył udane występy w rywalizacji z utytułowanym klubem.
Następnie w czerwcu 2009 podpisał umowę z czeskim klubem Baník Ostrawa (zwolennikiem podpisania kontraktu z bramkarzem był znany trener Verner Lička). W klubie od początku trenował u boku wybitnego czeskiego bramkarza, Pavela Srníčka.
We wrześniu 2010 Baník wypożyczył Pietrzkiewicza do słoweńskiego klubu NK Primorje, który jednakże przed końcem okresu wypożyczenia w styczniu 2011 zrezygnował z niego (w barwach tego zespołu bramkarz wystąpił w 10 spotkaniach ekstraklasy 1. SNL tracąc w nich 22 gole).
W kwietniu 2011 przedłużył o dwa lata kontrakt z Baníkiem. W trakcie sezonu rozgrywek 2011/2012 1. Gambrinus ligi występował regularnie w barwach zespołu. Ponadto dzięki jego postawie drużynie udało się awansować do 1/4 finału Pucharu Czech (w ćwierćfinale Baník uległ w dwumeczu późniejszemu zdobywcy Pucharu, Sigmie Ołomuniec). Wraz z Baníkiem ukończył sezon na 14. pozycji (tuż nad strefą spadkową). Następnie rozwiązał kontrakt z klubem.
Na początku sierpnia 2012 podpisał umowę z azerskim klubem Simurq Zaqatala. Wraz z nim od tego czasu w klubie występuje inny Polak, Marcin Burkhardt. W rundzie zasadniczej sezonu 2012/2013 Premyer Liqa Pietrzkiewicz wystąpił w 18 meczach, tracąc 10 goli, zaś w rundzie mistrzowskiej zagrał 9 spotkań tracąc, 9 goli. W jednym meczu został ukarany czerwoną kartką. Jego drużyna zajęła czwarte miejsce w sezonie. W połowie czerwca 2013 został zawodnikiem innego azerskiego klubu, FK Qəbələ. 2 sierpnia 2013 zadebiutował w nowym klubie w pierwszej kolejce sezonu 2013/2014 w wygranym meczu z Bakı FK 2:1. Łącznie w sezonie wystąpił w 10 meczach i zajął drużyną trzecie miejsce w lidze. W Pucharze Azerbejdżanu dotarł z ekipą do finału, gdzie uległ w rzutach karnych (Pietrzkiewicz nie zagrał w tym meczu – pierwszym bramkarzem w pucharze i lidze był Kamran Ağayev). Odszedł z klubu po zakończeniu sezonu 2013/2014.
Od połowy 2014 przebywał na testach w polskich klubach. W kwietniu 2015 został trenerem bramkarzy grup juniorskich oraz trampkarskich Ekoball Sanok. Od lipca 2015 ponownie zawodnik azerskiego klubu FK Qəbələ. W sezonie 2015/2016 rozegrał trzy mecze ligowe. Ponadto 5 listopada 2015 w rozgrywkach Grupy C Ligi Europy UEFA 2015/2016 wystąpił w meczu wyjazdowym przeciw Borussii Dortmund, przegranym 0:4. W edycji ligi azerskiej 2016/2017 rozegrał jedno spotkanie. 22 sierpnia 2017 podpisał roczny kontrakt z Sandecją Nowy Sącz, beniaminkiem Lotto Ekstraklasy 2017/2018. W sezonie wystąpił w jednym spotkaniu, a po jego zakończeniu odszedł z klubu. W sezonie 2018/2019 pozostawał bez przynależności klubowej, a 18 października 2019 ogłoszono jego transfer do Rakowa Częstochowa, gdzie trafił w związku z kontuzją Michała Gliwy i podpisał kontrakt do 30 czerwca 2020. W styczniu 2020 przeszedł do Stali Stalowa Wola w II lidze. Po rundzie wiosennej sezonu jego drużyna została zdegradowana do III ligi, a Pietrzkiewicz odszedł z klubu, mimo że jego kontrakt był ważny jeszcze przez rok. Od października 2020 ponownie zawodnik Sandecji. Pod koniec 2021 ogłoszono przedłużenie jego kontraktu do końca czerwca 2024.
Zyskał przydomek Pietia (taki sam pseudonim nosił wspomniany wyżej Jerzy Pietrzkiewicz).

## Sukcesy
- 1/8 finału Pucharu Polski: 2006/2007 ze Stalą Sanok
- 1/4 finału Pucharu Polski: 2008/2009 ze Stalą Sanok
- Finał Pucharu Azerbejdżanu: 2013/2014 z FK Qəbələ
- Brązowy medal mistrzostw Azerbejdżanu: 2014, 2016 z FK Qəbələ
- Srebrny medal mistrzostw Azerbejdżanu: 2017 z FK Qəbələ